# Barnes & Noble
Barnes & Noble, Inc. er den største detailvirksomhed, der sælger bøger i USA. Det primære salg sker via boghandlerkæden Barnes & Noble Booksellers med hovedkvarter på 5th Avenue i Manhattan. Derudover driver virksomheden også kæden B. Dalton Booksellers i storcentre.